# Юзбаши (титул)
Юзбаши (Юз-баши), Юс-баши (тат., от тюркского слова «юз» — сотня и «баш» — голова) — глава или начальник сотни, сотник, капитан. 

## История
В Вооружённых силах Османской империи формирование означающие роту и эскадрон вместе называлось бемок, и соответственно ротный командир назывался бемок-баши, но со второй половины XIX века это название заменено словом юс-баши (сотник). Примерно соответствовал званию капитан. 

... Точно также изъ достойныхъ людей назначаются на должности юзбаши, каймакама и миралая въ слѣдующемъ порядкѣ: въ каждый белюкъ одинъ юзбаши, а въ каждый алай одинъ миралай и одинъ каймакамъ. ...— Приложеніе № 32. Правила дли сформированія вспомогательной кавалеріи какъ изъ племенъ и аширетовъ, живущихъ круглый годъ въ палаткахъ (осѣдлыхъ), такъ и кочующихъ на яйлаки (лѣтнее кочевье) и кишлаки (зимовка). Курды въ войнахъ Россіи съ Персіей и Турціей въ теченіе XIX вѣка.
В среднеазиатских государствах титул этот давался начальнику отряда. В Османской империи (Турции) и Персии прежде так назывались военные начальники, считавшиеся помощниками минбашей, а также управляющие родами кочевников, составлявших иррегулярное войско.
На начало XX века в Закавказье юзбаши называли в одних местах сельских старшин, в других — помощников старшин. Иногда звались наибами.